# Проспект 50 лет Победы (Лениногорск)
Проспект Пятьдеся́т лет Побе́ды — проспект в городе Лениногорске, Татарстан. Назван в честь годовщины победы в Великой Отечественной войне.

## Расположение
Проспект 50 лет Победы пролегает с северо-запада на юго-восток города Лениногорска от пересечения с проспектом им. Шашина, до улицы Промышленной. Проспект пересекают: проспекты им. Шашина и им. Ленина; улицы: Ленинградская, им. Гагарина, им. Добролюбова, Энергетиков, Промышленная.

## Объекты, расположенные на проспекте
Проспект 50 лет Победы соединяет два памятных места: Вечный огонь и Монумент первооткрывателям Татарской нефти. Протянувшись от вечного огня к Фонтану нефти, она символизирует связь времени, связь поколений.  Лениногорская земля Родина 12 Героев Советского Союза, 3-х полных кавалеров ордена Славы 3-х степеней, 23 Героев Социалистического Труда. 

### Аллея Героев
В знак искренней благодарности и в память об героизме тех, кто пронесли славу малой родины по полям сражений. Тех, кто привнёс свою крупицу на весы победы в Великой Отечественной войне, в Лениногорске на проспекте 50 лет Победы воздвигнуты Памятники павшим и обелиск Славы, венчающие Аллею Героев с двух сторон. Вечный огонь памяти и скорби на Аллее был зажжен в 1970 году Героем Советского Союза Саматом Садриевым. 12 обелисков Героев Советского Союза родившихся в Лениногорском районе расположены по обеим сторонам аллеи  В 2010 году на проспекте были установлены «Барельеф трём полным кавалерам ордена Славы» и «Список павших». В 2011 году установлен барельеф «Труженикам тыла».
Среди них:

- Багаутдинов Гильми Абзалович (Аблязович)
- Гафиатуллин Газинур Гафиатуллович
- Денисов Иван Федорович
- Заварыкин Иван Александрович
- Мурзин Ибрагим Хусаинович
- Садриев Самат Салахович
- Ушполис Григорий Саульевич
- Хайрутдинов Акрам Мингазович
- Халиков Ислам Рахимович
- Халиулин Мисбах Халиуллинович
- Яковлев Евстафий Григорьевич
- Яницкий Василий Иванович

Барельеф трём полным кавалерам ордена Славы:
- Алаев Михаил Константинович
- Матыгуллин Габдулла Мутыгуллович
- Николаев Яков Иванович

Из Лениногорского района ушло воевать 11 666 человек, 6 789 человек не вернулись . В память павшим в 2010 году воздвигнута мемориальная доска со списком погибших.

### Аллея заслуженных нефтяников
Аллея заслуженных нефтяников берёт своё начало от здания НГДУ «Лениногорскнефть», посвящена героям труда, нефтяникам Татарстана. По обеим сторонам аллеи располагаются 22 барельефа с именами и портретами тех, благодаря кому создавалась и развивалась нефтяная промышленность не только города и республики, но и всей страны в целом. Среди них:
- Арестов А. В.
- Багманов Г. М.
- Булгаков Р. Т.
- Вагапов Я. С.
- Валеев К. А.
- Валиханов А. В.
- Галеев Ш. Г.
- Гимазов М. М.
- Гиматдинов Г. К.
- Губайдуллин А. Ш.
- Зайнагов З. С.
- Заляев Р. И.
- Гринь М. П.
- Каюмов Г. Г.
- Исаев А. С.
- Лисов И. И.
- Мальцев Н. а.
- Миникаев М. Г.
- Савельев П. Ф.
- Тимченко А. Г.
- Шарафутдинов Ф. М.
- Шарифуллин Д. Г.
- Шарифуллин З. Г.

и м. д.

Монумент первооткрывателям нефти Татарии

Венцом аллеи является грандиозный 33 метровый «Монумент первооткрывателям нефти». Его торжественное открытие состоялось 6 сентября 1975 года, в день празднования 20-летия города и Дня работников нефтяной и газовой промышленности.